# Hình thái kinh tế-xã hội

Hình thái kinh tế - xã hội là một phạm trù của chủ nghĩa duy vật lịch sử (hay còn gọi là chủ nghĩa duy vật biện chứng về xã hội) dùng để chỉ xã hội ở từng giai đoạn lịch sử nhất định, với một kiểu quan hệ sản xuất đặc trưng cho xã hội đó, phù hợp với một trình độ nhất định của lực lượng sản xuất, và với một kiến trúc thượng tầng tương ứng được xây dựng trên những quan hệ sản xuất đó. Nó chính là các xã hội cụ thể được tạo thành từ sự thống nhất biện chứng giữa các mặt trong đời sống xã hội và tồn tại trong từng giai đoạn lịch sử nhất định.

## Cấu trúc

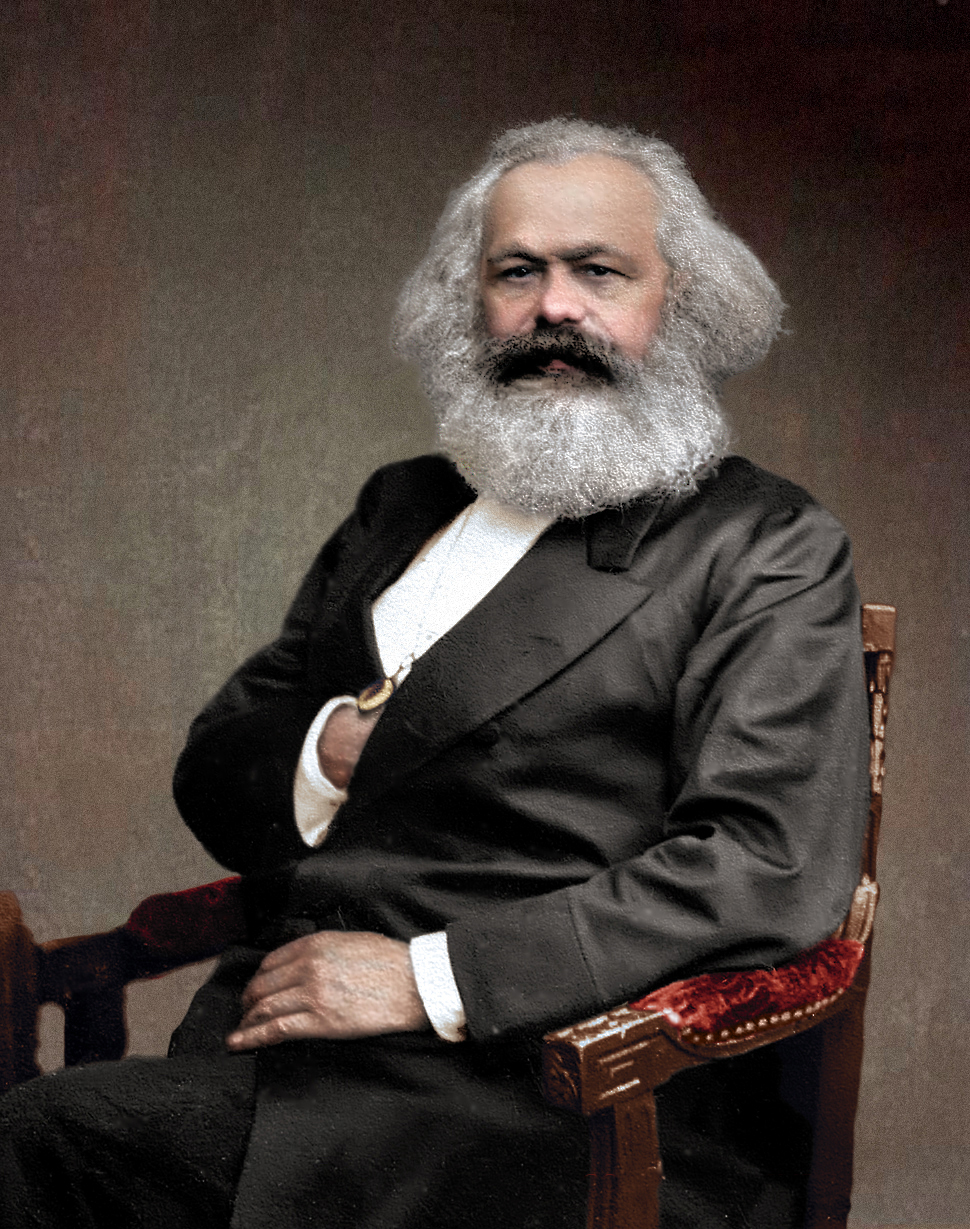
Karl Marx

Hình thái kinh tế - xã hội là một hệ thống hoàn chỉnh, có cấu trúc phức tạp, trong đó có các mặt cơ bản là lực lượng sản xuất, quan hệ sản xuất và kiến trúc thượng tầng. Mỗi mặt của hình thái kinh tế - xã hội có vị trí riêng và tác động qua lại lẫn nhau, thống nhất với nhau.
| “           | Khi phân tích những hình thái kinh tế, người ta không thể dùng kính hiển vi hay những chất phản ứng hóa học được. Sức trừu tượng hóa phải thay thế cho cả hai cái đó | ” |
| — Karl Marx | |   |

Cấu trúc cơ bản của hình thái kinh tế xã hội bao gồm:
- Lực lượng sản xuất: là nền tảng vật chất-kỹ thuật của mỗi hình thái kinh tế - xã hội. Hình thái kinh tế - xã hội khác nhau có lực lượng sản xuất khác nhau. Sự phát triển của lực lượng sản xuất quyết định sự hình thành, phát triển và thay thế lẫn nhau của các hình thái kinh tế-xã hội.
- Quan hệ sản xuất: Tạo thành cơ sở hạ tầng của xã hội và quyết định tất cả mọi quan hệ xã hội khác.[2] Mỗi hình thái kinh tế - xã hội có một kiểu quan hệ sản xuất đặc trưng cho nó. Quan hệ sản xuất là tiêu chuẩn khách quan để phân biệt các chế độ xã hội.

- Kiến trúc thượng tầng được hình thành và phát triển phù hợp với cơ sở hạ tầng, nhưng nó lại là công cụ để bảo vệ, duy trì và phát triển cơ sở hạ tầng đã sinh ra nó.
- Các yếu tố khác: Ngoài ra, hình thái kinh tế-xã hội các hình thái kinh tế - xã hội còn có quan hệ về gia đình, dân tộc và các quan hệ xã hội khác. Nó còn bao gồm các lĩnh vực chính trị, lĩnh vực tư tưởng và lĩnh vực xã hội. Mỗi lĩnh vực của hình thái kinh tế-xã hội vừa tồn tại độc lập với nhau, vừa tác động qua lại, thống nhất với nhau gắn bó với quan hệ sản xuất và cùng biến đổi với sự biến đổi của quan hệ sản xuất.

## Sự phát triển
Hình thái kinh tế - xã hội là một hệ thống, trong đó, các mặt của hình thái kinh tế-xã hội tác động qua lại với nhau tạo nên các quy luật vận động, phát triển khách quan của xã hội. Chính sự tác động của các quy luật khách quan đó mà hình thái kinh tế xã hội tuy là phạm trù xã hội nhưng lại có khuynh hướng phát triển như một quy luật tự nhiên, nó vận động phát triển từ thấp đến cao. Xã hội loài người đã phát triển trải qua nhiều hình thái kinh tế - xã hội nối tiếp nhau. Trên cơ sở phát hiện ra các quy luật vận động phát triển khách quan của xã hội, C.Mác đã đi đến kết luận rằng:
| “       | Tôi coi sự phát triển của các hình thái kinh tế-xã hội là một quá trình lịch sử-tự nhiên | ” |
| — C.Mác |                                                                                          |   |

Lịch sử xã hội do con người làm ra, con người tạo ra các quan hệ xã hội của mình và đó là xã hội. Nhưng sự vận động của xã hội lại tuân theo quy luật khách quan, không phụ thuộc vào ý muốn của con người mà nguồn gốc sâu xa của sự thay thế nhau giữa các hình thái kinh tế-xã hội nằm ở chỗ: 
- Sự phát triển của lực lượng sản xuất, gây nên sự thay đổi của quan hệ sản xuất.
- Và rồi đến lượt mình, sự thay đổi của quan hệ sản xuất (với tư cách là cơ sở hạ tầng) sẽ làm cho kiến trúc thượng tầng thay đổi.
- Do vậy, từ những yếu tố cấu trúc của mỗi một hình thái kinh tế xã hội thay đổi dẫn đến hình thái kinh tế-xã hội này được thay thế bằng hình thái kinh tế-xã hội khác cao hơn, tiến bộ hơn. C.Mác đã viết về một trường hợp cụ thể: "Sự tập trung tư liệu sản xuất và xã hội hoá lao động đạt đến cái điểm mà chúng không còn thích hợp với cái vỏ tư bản chủ nghĩa của chúng nữa... nền sản xuất tư bản chủ nghĩa lại đẻ ra sự phủ định bản thân nó, với tính tất yếu của một quá trình tự nhiên" [6]

Sự thay thế nhau như vậy giữa các hình thái kinh tế-xã hội là con đường phát triển chung của nhân loại. Quá trình đó diễn ra một cách khách quan chứ không phải theo ý muốn chủ quan. Sự biến đổi đó của hình thái kinh tế-xã hội không chịu sự tác động của con người mà tuân theo các quy luật xã hội khách quan.
| “           | Chỉ có đem quy những quan hệ xã hội vào những quan hệ sản xuất, và đem quy những quan hệ sản xuất vào trình độ của những lực lượng sản xuất thì người ta mới có được một cơ sở vững chắc để quan niệm sự phát triển của những hình thái xã hội là một quá trình lịch sử - tự nhiên | ” |
| — V.I.Lênin | |   |

## Các loại hình thái kinh tế- xã hội
Theo chủ nghĩa Mác-Lenin thì trong lịch sử loài người đã sẽ tuần tự xuất hiện 05 hình thái kinh tế xã hội từ thấp đến cao:
- Hình thái kinh tế-xã hội cộng sản nguyên thủy (công xã nguyên thủy)
- Hình thái kinh tế-xã hội chiếm hữu nô lệ (giai cấp chủ nô mang sứ mệnh lịch sử chuyển từ HTKTXH cộng sản nguyên thủy lên HTKTXH chiếm hữu nô lệ) gồm chủ nô và nông nô
- Hình thái kinh tế-xã hội phong kiến (giai cấp phong kiến) gồm địa chủ và nông dân
- Hình thái kinh tế-xã hội tư bản chủ nghĩa (giai cấp tư sản) gồm tri thức, tiểu tư sản
- Hình thái kinh tế cộng sản chủ nghĩa (giai cấp công nhân)

Theo C.Mác và Ph.Ăngghen, hình thái kinh tế - xã hội cộng sản chủ nghĩa ra đời và có quá trình phát triển qua các giai đoạn, từ trình độ thấp lên trình độ cao hơn. Đó là: 
- "Giai đoạn thấp của xã hội cộng sản" hay "giai đoạn đầu của xã hội cộng sản". Sau gọi giai đoạn này là "chủ nghĩa xã hội" hay "xã hội xã hội chủ nghĩa".
- "Giai  đoạn cao hơn của xã hội cộng sản". Sau này gọi là "chủ nghĩa cộng sản" hay xã hội cộng sản chủ nghĩa.
- Và "giữa xã hội tư bản chủ nghĩa và xã hội cộng sản chủ nghĩa là một thời kỳ cải biến cách mạng từ xã hội nọ sang xã hội kia... một thời kỳ quá độ chính trị..., chuyên chính cách mạng của giai cấp vô sản", và đó là "những cơn đau đẻ kéo dài".

V.I. Lênin cũng nêu lại gồm: 
- I. Những cơn đau đẻ kéo dài (tức là thời kỳ quá độ).
- II. Giai đoạn đầu của xã hội cộng sản chủ nghĩa.[8]
- III. Giai đoạn cao của xã hội cộng sản chủ nghĩa. Ông cho rằng "giai đoạn thấp" là xã hội xã hội chủ nghĩa (hay chủ nghĩa xã hội); "giai đoạn cao" là xã hội cộng sản chủ nghĩa (hay chủ nghĩa cộng sản), đặc biệt là phát triển lý luận về "thời kỳ quá độ khá lâu dài từ chủ nghĩa tư bản lên chủ nghĩa xã hội".[9]

## Ý nghĩa

### Phản bác quan điểm duy tâm về lịch sử
Trước khi C.Mác đưa ra học thuyết về hình thái kinh tế xã hội thì về cơ bản chủ nghĩa duy tâm giữ vai trò thống trị trong khoa học xã hội. Thể hiện ở chỗ có những quan điểm cho rằng lịch sử phát triển không có quy luật mà chỉ theo chiều hướng ngẫu nhiên, không đoán định, hoặc lịch sử phát triển phụ thuộc vào ý muốn, ý thích chủ quan của con người, con người muốn phát triển như thế nào thì lịch sử sẽ phát triển như vậy, đặc biệt là ý chí của những lãnh tụ, những bậc anh hùng, hoặc quan điểm cho rằng lịch sử là đời sống con người ở một thời đại.
Lịch sử không chỉ là cuộc đời và những chuyến thám hiểm của các nhà quý tộc, các vị vua, các vị linh mục... mà nó cho thấy những giai đoạn nối tiếp nhau của những phương thức sản xuất khác nhau, nhờ những phương thức sản xuất đó con người đạt được sức mạnh để chiến thắng thiên nhiên.

### Đề ra phương pháp nghiên cứu mới
Sau đó, sự ra đời học thuyết hình thái kinh tế - xã hội đã đưa lại cho khoa học xã hội một phương pháp nghiên cứu thực sự khoa học. Thể hiện ở chỗ:
Học thuyết này đề xuất khi nghiên cứu lịch sử-xã hội phải bắt đầu nghiên cứu từ quá trình sản xuất, những cơ sở hạ tầng kinh tế của từng xã hội trong từng thời kỳ lịch sử vì học thuyết này chỉ ra rằng: sản xuất vật chất là cơ sở của đời sống xã hội, phương thức sản xuất quyết định các mặt của đời sống xã hội. Cho nên, không thể xuất phát từ ý thức, tư tưởng, từ ý chí chủ quan của con người để giải thích các hiện tượng trong đời sống xã hội mà phải xuất phát từ phương thức sản xuất.
C.Mác đã kết luận: 
| “       | Việc sản xuất ra những tư liệu sinh hoạt vật chất trực tiếp và chính, mỗi một giai đoạn phát triển kinh tế nhất định của một dân tộc hay một thời đại tạo ra một cơ sở, từ đó mà người ta phát triển các thể chế nhà nước, các quan điểm pháp quyền, nghệ thuật và thậm chí cả những quan niệm tôn giáo của con người ta | ” |
| — C.Mác | |   |

Ph.Ăng-ghen cũng nhấn mạnh

### Cơ sở để phân kỳ lịch sử
Học thuyết cơ sở để phân chia thời đại lịch sử hay phân kỳ lịch sử vì nó chỉ ra: xã hội không phải là sự kết hợp một cách ngẫu nhiên, máy móc giữa các cá nhân, mà là một cơ thể sống sinh động, các mặt thống nhất chặt chẽ với nhau, tác động qua lại lẫn nhau. Trong đó, quan hệ sản xuất là quan hệ cơ bản, quyết định các quan hệ xã hội khác, là tiêu chuẩn khách quan để phân biệt các chế độ xã hội. Muốn nhận thức đúng đời sống xã hội, phải phân tích các mặt của đời sống xã hội và mối quan hệ lẫn nhau giữa chúng. Đặc biệt phải phân tích về quan hệ sản xuất thì mới có thể hiểu một cách đúng đắn về đời sống xã hội. Chính quan hệ sản xuất cũng là tiêu chuẩn khách quan để phân kỳ lịch sử một cách đúng đắn, khoa học.
| “             | Mọi thời đại lịch sử, sản xuất kinh tế và cơ cấu xã hội - cơ cấu này tất yếu phải do sản xuất kinh tế mà ra, - cả hai cái đó tạo thành cơ sở của lịch sử chính trị và lịch sử tư tưởng của mỗi thời đại | ” |
| — Ph.Ăng-ghen | |   |

| “         | Những thời đại kinh tế khác nhau không phải ở chỗ chúng sản xuất ra cái gì, mà là ở chỗ chúng sản xuất bằng cách nào, với những tư liệu lao động nào? | ” |
| — Các Mác | |   |

| “        | Mác đã xây dựng tư tưởng cơ bản đó bằng cách nào? Bằng cách là trong các lĩnh vực khác nhau của đời sống xã hội, ông đã làm nổi bật riêng những quan hệ sản xuất, coi đó là những quan hệ cơ bản, đầu tiên và quyết định mọi quan hệ khác | ” |
| — Lê nin | |   |

Có những quan điểm phản biện học thuyết hình thái kinh tế - xã hội đã lỗi thời và cho rằng phải thay thế bằng cách tiếp cận văn minh. Cách tiếp cận này phân chia lịch sử phát triển nhân loại thành văn minh nông nghiệp, văn minh công nghiệp, văn minh hậu công nghiệp (hay văn minh tin học, văn minh trí tuệ).
- Nhà xã hội chủ nghĩa không tưởng Pháp là Phuriê (1772 - 1837) chia lịch sử phát triển xã hội loài người thành bốn giai đoạn: mông muội, dã man, gia trưởng, văn minh.
- Nhà nhân chủng học Mỹ là Moócgan (1818 - 1881) lại phân chia thành ba giai đoạn: mông muội, dã man và văn minh.
- Nhà tương lai học người Mỹ, Anvin Tôpphlơ lại dựa vào trình độ phát triển công cụ sản xuất, chia lịch sử phát triển nhân loại thành ba nền văn minh: văn minh nông nghiệp, văn minh công nghiệp và văn minh hậu công nghiệp.

Nhưng một số khác phản bác rằng Thực chất đây là phân chia dựa vào các trình độ phát triển kinh tế, dựa vào trình độ khoa học và công nghệ. Rõ ràng, cách tiếp cận này không thể thay thế được học thuyết hình thái kinh tế - xã hội, nó không vạch ra mối quan hệ giữa các mặt trong đời sống xã hội và các quy luật vận động, phát triển của xã hội từ thấp đến cao.

### Ý nghĩa cách mạng
Học thuyết hình thái kinh tế xã hội khẳng định, lịch sử-xã hội của con người là quá trình lịch sử có quy luật cũng giống như những quy luật tự nhiên toàn bộ vấn đề là ở chỗ nhận ra được quy luật đó hay không. Nó chỉ ra: sự phát triển của các hình thái kinh tế - xã hội là một quá trình lịch sử - tự nhiên, tức diễn ra theo các quy luật khách quan chứ không phải theo ý muốn chủ quan. Cho nên, muốn nhận thức đúng đời sống xã hội phải đi sâu nghiên cứu các quy luật vận động phát triển của xã hội.
Đây là học thuyết mang tính cách mạng: Mác đã chỉ cho chúng ta làm cách nào mà quy luật phát lịch sử quy định sự nối tiếp không tránh khỏi của các phương thức sản xuất từ phương thức sản xuất nguyên thủy tới nô lệ, từ chế độ phong kiến đến tư bản chủ nghĩa  và lịch sử thế giới hiện trải qua những bước quanh co song, loài người cuối cùng nhất định sẽ tiến tới chủ nghĩa xã hội vì đó là quy luật tiến hoá của lịch sử"
vì "theo quy luật tiến hoá của lịch sử, loài người nhất định sẽ tiến tới chủ nghĩa xã hội".
Kể từ khi học thuyết hình thái kinh tế - xã hội của Mác ra đời cho đến nay, loài người đã có những bước phát triển hết sức to lớn về mọi mặt, nhưng học thuyết đó vẫn là phương pháp thực sự khoa học để nhận thức một cách đúng đắn về đời sống xã hội. Đương nhiên, học thuyết đó "không bao giờ có tham vọng giải thích tất cả, mà chỉ có ý muốn vạch ra một phương pháp... "duy nhất khoa học" để giải thích lịch sử" 
Ngoài ra cũng có những mối hoài nghị cho rằng nếu lịch sử đã diễn ra theo quy luật như vậy thì cứ để nó diễn ra mà tại sao lại phải đấu tranh giai cấp, vì sao phải đấu tranh cho chủ nghĩa xã hội và chống lại cảnh sát nếu đằng nào nó cũng xảy ra?.
Marx đã trả lời rằng:
| “         | Bởi vì con người làm nên lịch sử chứ không phải đường vòng nào khác. Lịch sử sẽ không làm gì cả, nó không thúc đẩy cuộc đấu tranh nào và tư bản sẽ cố kháng cự sự sụp đổ của chính nó | ” |
| — Các Mác | |   |

Cái dẫn đến sự phá hủy của nó là những đối kháng bên trong chủ nghĩa tư bản: chỉ vì có một thế lực đối nghịch đang phát triển một cách độc lập ngoài ý muốn của chủ nghĩa tư bản đó là giai cấp vô sản và rõ ràng một điều rằng người giàu sẽ không bao giờ từ bỏ của cải và đặc quyền của mình một cách vui vẻ.

## Vận dụng
Tuy nhiên, con đường phát triển của mỗi dân tộc còn bị chi phối bởi các yếu tố khác như điều kiện tự nhiên, truyền thống văn hoá, chính trị, quốc tế cụ thể v.v không giống nhau tạo nên sự đa dạng trong sự phát triển chung của nhân loại. Có những dân tộc tuần tự trải qua, có những dân tộc bỏ qua một hay vài hình thái kinh tế-xã hội nào đó. suy ra sự biến đổi này là quá trình lịch sử-tự nhiên theo con đường tuần tự hoặc bỏ qua một hay vài hình thái kinh tế-xã hội nào đó.
| “        | Tính quy luật chung của sự phát triển lịch sử toàn thế giới đã không loại trừ mà trái lại còn bao hàm một số giai đoạn phát triển mang những đặc điểm hoặc về hình thức hoặc về trật tự của sự phát triển đó | ” |
| — Lê nin | |   |

.
Sự tác động của các quy luật khách quan làm cho các hình thái kinh tế - xã hội phát triển thay thế nhau từ thấp đến cao - đó là con đường phát triển chung của nhân loại. Song, con đường phát triển của mỗi dân tộc không chỉ bị chi phối bởi các quy luật chung, mà còn bị tác động bởi các điều kiện về tự nhiên, về chính trị, về truyền thống văn hóa, về điều kiện quốc tế, v.v.. Cho nên có những dân tộc lần lượt trải qua các hình thái kinh tế - xã hội từ thấp đến cao nhưng cũng có những dân tộc bỏ qua một hay một số hình thái kinh tế - xã hội nào đó.
Tại Việt Nam, Đảng Cộng sản Việt Nam cho rằng: "Con đường đi lên của nước ta là sự phát triển quá độ lên chủ nghĩa xã hội bỏ qua chế độ tư bản chủ nghĩa, tức là bỏ qua việc xác lập vị trí thống trị của quan hệ sản xuất và kiến trúc thượng tầng tư bản chủ nghĩa, nhưng tiếp thu, kế thừa những thành tựu mà nhân loại đã đạt được dưới chế độ tư bản chủ nghĩa, đặc biệt về khoa học và công nghệ, để phát triển nhanh lực lượng sản xuất, xây dựng nền kinh tế hiện đại.